# José Luis Mora
José Luis Mora Concepción (San José, 25 de abril de 1992) es un futbolista costarricense que juega como mediocampista y actualmente milita con el Santos de Guápiles de la Primera División de Costa Rica.

## Clubes
| Club               | País       | Año             |
| ------------------ | ---------- | --------------- |
| Real Lemusa        | Costa Rica | 2014-2015       |
| Santos de Guápiles | Costa Rica | 2015-actualidad |